# Unione Sportiva Triestina Calcio 1988-1989
Questa pagina raccoglie le informazioni riguardanti l'Unione Sportiva Triestina Calcio nelle competizioni ufficiali della stagione 1988-1989.

## Stagione
Nella stagione 1988-1989 la Triestina appena retrocessa disputa il girone A del campionato di Serie C1, ottiene 44 punti con il secondo posto, e ritorna subito in Serie B, a braccio della Reggiana, che con 46 punti ha vinto il campionato. Allenata da Marino Lombardo la squadra alabardata raccoglie 21 punti nel girone di andata chiuso al quarto posto, e 23 punti nel girone di ritorno. Con 11 reti il miglior marcatore dei giuliani è stato Roberto Simonetta, dei quali 9 in campionato e 2 in Coppa Italia. Nella Coppa Italia nazionale la Triestina disputa il Secondo Girone di qualificazione, ottiene una sola vittoria (1-0) con il Cesena, nel girone che qualifica alla seconda fase Torino, Udinese e Cesena. Nella Coppa Italia di Serie C la squadra biancorossa entra in gioco nei sedicesimi, eliminando il Giorgione, negli ottavi di finale elimina il L.R. Vicenza, nei quarti di finale cede nel doppio confronto alla Spal.

## Rosa
| N. |                   | Ruolo | Calciatore          |
| -- | ----------------- | ----- | ------------------- |
|    | Italia (bandiera) | C     | Stefano Butti       |
|    | Italia (bandiera) | C     | Valter Casaroli     |
|    | Italia (bandiera) | C     | Silvio Casonato     |
|    | Italia (bandiera) | D     | Ersilio Cerone      |
|    | Italia (bandiera) | P     | Leonardo Cortiula   |
|    | Italia (bandiera) | D     | Maurizio Costantini |
|    | Italia (bandiera) | C     | Sandro Danelutti    |
|    | Italia (bandiera) | A     | Franco De Falco     |
|    | Italia (bandiera) | C     | Massimo Dussoni     |
|    | Italia (bandiera) | P     | Rino Gandini        |

| N. |                   | Ruolo | Calciatore         |
| -- | ----------------- | ----- | ------------------ |
|    | Italia (bandiera) | C     | Roberto Lenarduzzi |
|    | Italia (bandiera) | C     | Giorgio Papais     |
|    | Italia (bandiera) | C     | Walter Pasqualini  |
|    | Italia (bandiera) | D     | Cleto Polonia      |
|    | Italia (bandiera) | A     | Roberto Russo      |
|    | Italia (bandiera) | A     | Roberto Simonetta  |
|    | Italia (bandiera) | D     | Paolo Tomasoni     |
|    | Italia (bandiera) | A     | Maurizio Trombetta |
|    | Italia (bandiera) | D     | Davide Vascotto    |

## Risultati

### Campionato

#### Girone di andata
| 11 settembre 1988 1ª giornata | Triestina | 2 – 0 | Mantova |  |

| 18 settembre 1988 2ª giornata | Pro Livorno | 0 – 0 | Triestina |  |

| 25 settembre 1988 3ª giornata | Triestina | 1 – 0 | Lanerossi Vicenza |  |

| 2 ottobre 1988 4ª giornata | Triestina | 2 – 1 | Montevarchi |  |

| 9 ottobre 1988 5ª giornata | Modena | 1 – 0 | Triestina |  |

| 16 ottobre 1988 6ª giornata | Triestina | 3 – 1 | Prato |  |

| 23 ottobre 1988 7ª giornata | Spezia | 2 – 0 | Triestina |  |

| 30 ottobre 1988 8ª giornata | Triestina | 2 – 0 | Carrarese |  |

| 6 novembre 1988 9ª giornata | Reggiana | 1 – 0 | Triestina |  |

| 13 novembre 1988 10ª giornata | Triestina | 0 – 0 | Centese |  |

| 20 novembre 1988 11ª giornata | Virescit Bergamo | 1 – 1 | Triestina |  |

| 27 novembre 1988 12ª giornata | Trento | 1 – 0 | Triestina |  |

| 4 dicembre 1988 13ª giornata | Triestina | 0 – 0 | Venezia-Mestre |  |

| 11 dicembre 1988 14ª giornata | Arezzo | 0 – 1 | Triestina |  |

| 18 dicembre 1988 15ª giornata | Triestina | 1 – 0 | Derthona |  |

| 31 dicembre 1988 16ª giornata | Lucchese | 1 – 1 | Triestina |  |

| 7 gennaio 1989 17ª giornata | Triestina | 1 – 0 | SPAL |  |

#### Girone di ritorno
| 15 gennaio 1989 18ª giornata | Mantova | 0 – 0 | Triestina |  |

| 22 gennaio 1989 19ª giornata | Triestina | 3 – 0 | Pro Livorno |  |

| 5 febbraio 1989 20ª giornata | Lanerossi Vicenza | 1 – 1 | Triestina |  |

| 12 febbraio 1989 21ª giornata | Montevarchi | 0 – 0 | Triestina |  |

| 19 febbraio 1989 22ª giornata | Triestina | 0 – 0 | Modena |  |

| 5 marzo 1989 23ª giornata | Prato | 1 – 1 | Triestina |  |

| 12 marzo 1989 24ª giornata | Triestina | 1 – 0 | Spezia |  |

| 19 marzo 1989 25ª giornata | Carrarese | 2 – 2 | Triestina |  |

| 25 marzo 1989 26ª giornata | Triestina | 0 – 1 | Reggiana |  |

| 9 aprile 1989 27ª giornata | Centese | 0 – 0 | Triestina |  |

| 16 aprile 1989 28ª giornata | Triestina | 1 – 1 | Virescit Bergamo |  |

| 23 aprile 1989 29ª giornata | Triestina | 3 – 0 | Trento |  |

| 30 aprile 1989 30ª giornata | Venezia-Mestre | 1 – 1 | Triestina |  |

| 14 maggio 1989 31ª giornata | Triestina | 1 – 0 | Arezzo |  |

| 21 maggio 1989 32ª giornata | Derthona | 1 – 2 | Triestina |  |

| 28 maggio 1989 33ª giornata | Triestina | 1 – 0 | Lucchese |  |

| 4 giugno 1989 34ª giornata | SPAL | 0 – 1 | Triestina |  |